# Meclizine
Meclizine, được bán dưới tên thương hiệu Bonamine trong số những loại khác, là một loại thuốc kháng histamine được sử dụng để điều trị chứng say tàu xe và cảm giác như thế giới đang quay cuồng. Nó được dùng bằng đường uống. Tác dụng thường bắt đầu trong một giờ và kéo dài đến một ngày.
Tác dụng phụ thường gặp bao gồm buồn ngủ và khô miệng. Tác dụng phụ nghiêm trọng có thể bao gồm phản ứng dị ứng. Sử dụng trong thai kỳ có vẻ an toàn nhưng chưa được nghiên cứu kỹ trong khi sử dụng trong cho con bú là an toàn không rõ ràng. Nó được cho là hoạt động một phần bởi các cơ chế kháng cholinergic và kháng histamine.
Meclizine được cấp bằng sáng chế vào năm 1951 và được đưa vào sử dụng y tế vào năm 1953. Nó có sẵn như là một loại thuốc phổ quát và thường không cần kê đơn. Ở Hoa Kỳ, chi phí bán buôn cho mỗi liều khoảng 0,03 đô la Mỹ. Nó không có sẵn ở Úc. Năm 2016, đây là loại thuốc được kê đơn nhiều thứ 162 tại Hoa Kỳ với hơn ba triệu đơn thuốc.

## Sử dụng trong y tế
Meclizine được sử dụng để điều trị các triệu chứng say tàu xe. An toàn và hiệu quả ở trẻ em dưới mười hai tuổi chưa được thiết lập; do đó, sử dụng trong dân số này không được khuyến khích. Meclizine nên thận trọng ở người cao tuổi do tăng nguy cơ lú lẫn và mất trí nhớ.

### Say tàu xe
Meclizine có hiệu quả trong việc ức chế các triệu chứng say tàu xe, chẳng hạn như buồn nôn, nôn và chóng mặt.
Thuốc an toàn để điều trị buồn nôn trong thai kỳ  và là liệu pháp đầu tiên cho việc sử dụng này. Doxylamine cũng an toàn tương tự. Meclizine có thể không đủ mạnh để đặc biệt kích thích chuyển động gây bệnh và phòng thủ tuyến hai nên được thử trong những trường hợp đó.

### Chóng mặt
Meclizine có hiệu quả trong việc làm giảm chứng chóng mặt có kinh nghiệm do nhiễm trùng tai trong hoặc chứng chóng mặt vị trí hoặc mãn tính.

## Cơ chế tác động
Meclizine là một chất đối kháng ở thụ thể H1. Nó có chất kháng cholinergic, ức chế hệ thần kinh trung ương và tác dụng gây tê cục bộ. Tác dụng chống nôn và chống chàm của nó không được hiểu đầy đủ, nhưng các đặc tính chống cholinergic trung tâm của nó chịu trách nhiệm một phần. Thuốc làm giảm sự kích thích mê cung và kích thích tiền đình, và nó có thể ảnh hưởng đến vùng kích hoạt chemoreceptor tủy. Meclizine cũng là một chất đối kháng dopamine ở các thụ thể giống D1 và D2     nhưng không gây ra catalepsy  ở chuột, có lẽ vì hoạt động kháng cholinergic của nó.

## Hóa học
Meclizine là thuốc kháng histamine thế hệ thứ nhất (chất đối kháng H1 không chọn lọc) thuộc nhóm piperazine. Nó có cấu trúc và dược lý tương tự như buclizine, cyclizine và hydroxyzine, nhưng có thời gian bán hủy ngắn hơn sáu giờ so với cyclizine và hydroxyzine với khoảng 20 giờ (mặc dù thời gian bán hủy không nên nhầm lẫn với thời gian). Nó được sử dụng như một chất chống sốt rét/chống nôn, đặc biệt trong phòng ngừa và điều trị buồn nôn, nôn và chóng mặt liên quan đến chứng say tàu xe. Meclizine đôi khi được kết hợp với opioid, đặc biệt là những thuốc thuộc nhóm chuỗi mở như methadone, dextropropoxyphene và dipipanone. Tương tự, Diconal là một loại thuốc kết hợp có chứa dipipanone và cyclizine.

## Tổng hợp
(4-Clorphenyl) -phenylmethanol được halogen hóa với thionyl chloride trước khi thêm acetylpiperazine. Nhóm acetyl được cắt bằng axit sulfuric loãng. Một N-alkyl hóa của vòng piperazine với 3-methylbenzylchloride hoàn thành quá trình tổng hợp.
Ngoài ra, bước cuối cùng có thể được thay thế bằng cách khử N-alkyl hóa bằng 3-methylbenzaldehyd. Tác nhân khử là hydro và niken Raney được sử dụng làm chất xúc tác.
Meclizine thu được và sử dụng như một racemate, hỗn hợp 1: 1 của hai lập thể. Các dạng thuốc có chứa dihydrochloride.

## Tên gọi
Meclizine là một tên phi thương mại quốc tế.
Nó được bán dưới tên thương hiệu Bonine, Bonamine, Antivert, Postafen, Sea Legs và Dramamine II (Công thức ít buồn ngủ hơn). Emesafene là sự kết hợp của meclizine (1/3) và pyridoxine (2/3). Ở Canada, Antivert Tab (không còn tồn tại) là sự kết hợp của meclizine và axit nicotinic.